# Karl Richter (tirador)
Karl Gustav Bernhardt Richter (Botkyrka, Comtat d'Estocolm, 14 de desembre de 1876 – Estocolm, 30 de novembre de 1959) va ser un tirador suec que va competir a començaments del segle xx.
El 1920 va prendre part en els Jocs Olímpics d'Anvers, on va disputar una prova del programa de tir. En ella, la fossa olímpica per equips, guanyà la medalla de bronze.
Quatre més tard, als Jocs de París, tornà a disputar la prova de la fossa olímpica per equips del programa de tir, però en aquesta ocasió fou quart.